# Hydrocotyle robusta
Hydrocotyle robusta är en växtart i släktet Hydrocotyle och familjen araliaväxter.
Arten är en perenn ört som förekommer på Nordön på Nya Zeeland. Den beskrevs av Thomas Kirk 1899.